# Philodromus cubanus
Philodromus cubanus là một loài nhện trong họ Philodromidae.
Loài này thuộc chi Philodromus. Philodromus cubanus được miêu tả năm 1968 bởi Charles Denton Dondale & Redner.